# Jüdischer Friedhof (Sarstedt)

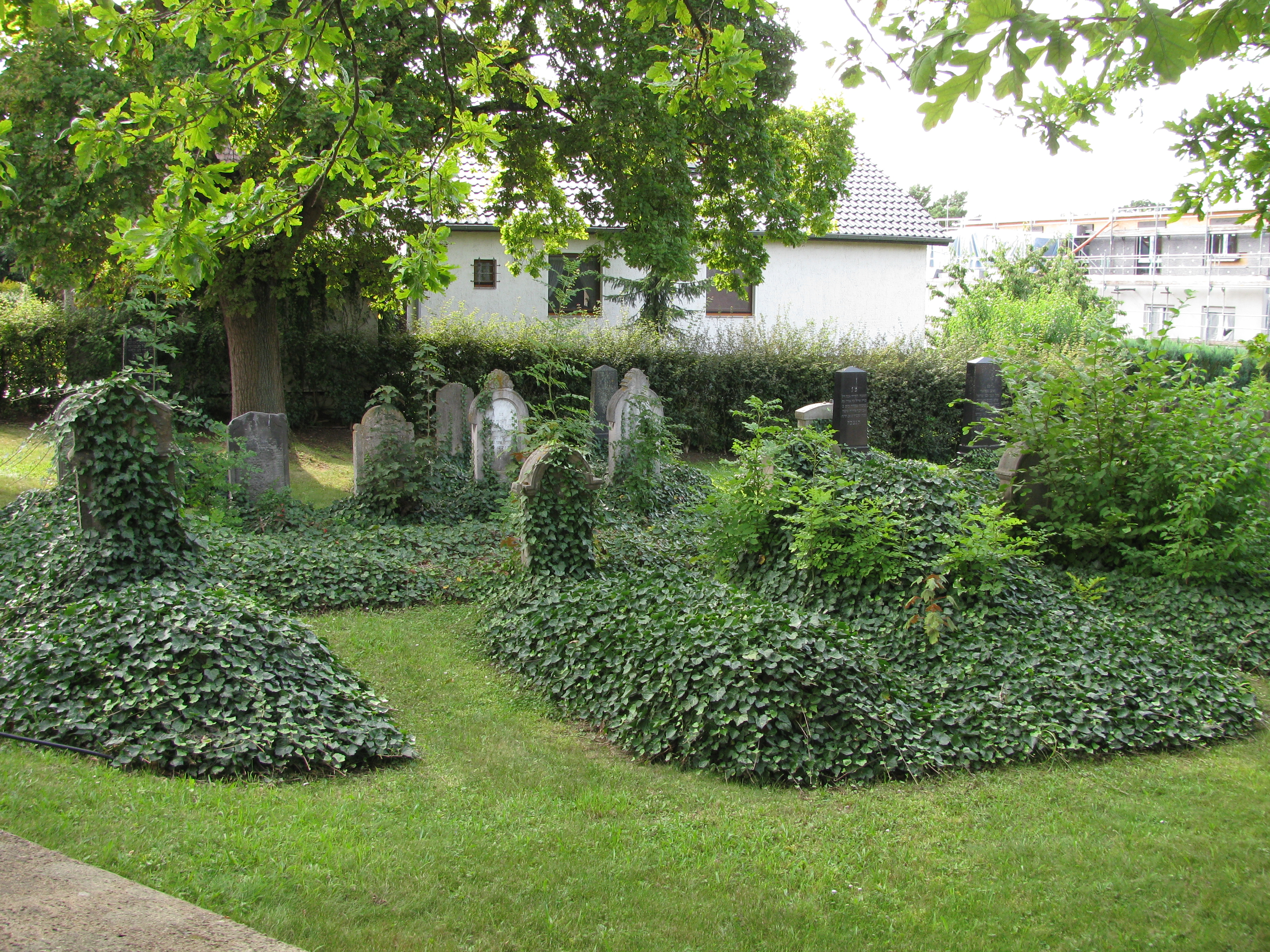
Jüdischer Friedhof Sarstedt (2021)

Der Jüdische Friedhof Sarstedt liegt in der Stadt Sarstedt im niedersächsischen Landkreis Hildesheim. Auf dem jüdischen Friedhof an der Kreuzung Ostertorstraße / Wellweg sind 18 Grabsteine erhalten.